# Fatimata Touré

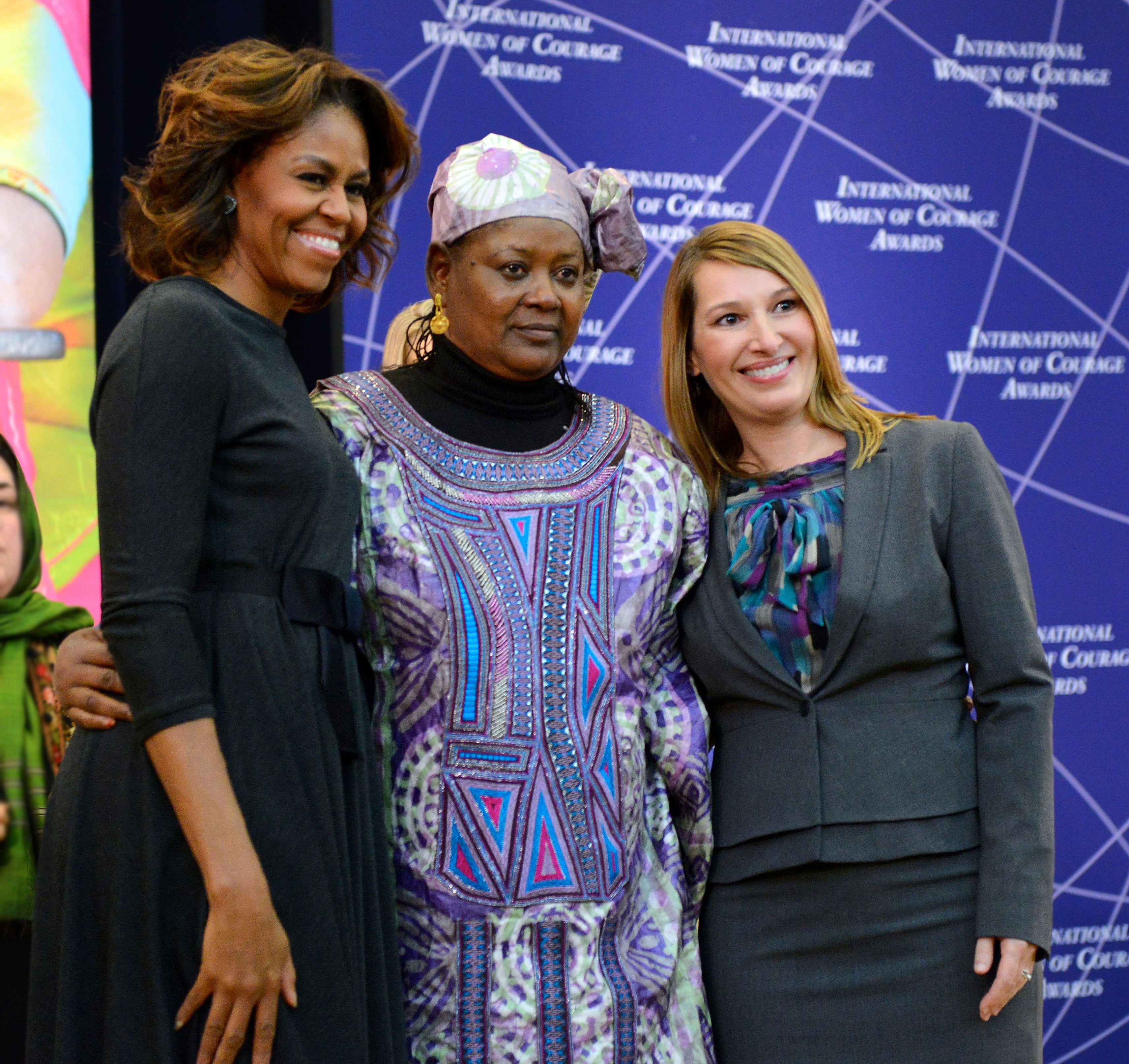
Fatimata Touré (2014) mit Michelle Obama und Heather Higginbottom

Fatimata Touré (* 1956 in Gao, Mali) ist eine malische Frauenrechtsaktivistin und Leiterin des Regionalforums für Versöhnung und Frieden in Gao, Mali. Sie ist auch Leiterin der Groupe de Recherche, de'Etude, de Formation Femme-Action (GREFFA) (dt.: Forschungs-, Studien- und Ausbildungsgruppe für Frauenaktionen).

## Leben
Während der Besetzung des nördlichen Malis in den Jahren 2012 und 2013 durch extremistische Rebellen half sie Fistelpatienten bei der Umsiedlung und der Suche nach medizinischer Hilfe, nachdem ein Krankenhaus in Gao angegriffen worden war, sowie bei der Betreuung und Unterbringung von Personen, die zur Heirat gezwungen oder vergewaltigt wurden. Sie sprach sich auch öffentlich gegen geschlechtsspezifische Gewalt aus. Sie dokumentierte die Gewalt, die sich ereignete, selbst als ihre eigene Wohnung angegriffen wurde.
Sie erhielt 2014 den International Women of Courage Award. Samantha Power, Amerikas Botschafterin bei den Vereinten Nationen, erwähnte sie in einer Rede, die sie 2014 in Mali hielt.